# موساد
سازمان اطلاعات و عملیات ویژه (موساد) (به عبری: המוסד למודיעין) نام سازمان اطلاعاتی خارجی اسرائیل است که خنثی‌سازی فعالیت‌های علیه اسرائیل از اقدامات این سازمان مخفی است. این سازمان در فعالیت‌های خود جنبه مخفیانه کار کردن را رعایت می‌نماید. در رابطه با موضوعات مختلفی که توسط این سازمان مورد رسیدگی قرار می‌گیرد، می‌توان از روابط مخفیانه‌ای که کمک زیادی به بستن پیمان‌های صلح بین اسرائیل و کشورهای مصر و اردن داشته‌است، قضیه اسرا و مفقودان، تکنولوژی، پژوهش و تحقیق نام برد. این سازمان یکی از سازمان‌های سه‌گانه اطلاعاتی اسرائیل به همراه شاباک و امان می‌باشد.
این سازمان در اول آوریل سال ۱۹۵۱ تشکیل شد. موساد توسط نخست‌وزیر وقت اسرائیل، داوید بن گوریون تأسیس شد. او هدف آن را این‌گونه اعلام کرد:
برای کشور ما که از ابتدای تأسیس تحت فشار دشمنانش قرار داشته‌است، اطلاعات به عنوان خط مقدم دفاع ضروری‌است و ما باید به خوبی بیاموزیم و بدانیم که در اطرافمان چه می‌گذرد.
دولت اسرائیل مأموریت گردآوری اطلاعات، تجزیه و تحلیل اطلاعات و انجام عملیات مخفیانه ویژه در خارج از خاک اسرائیل را، به عهده موساد واگذار کرده‌است، اما برخلاف سایر سازمان‌های مشابه در جهان، وظایف موساد تنها به جمع‌آوری اطلاعات محدود نمی‌شود. موساد این را هم وظیفهٔ خود می‌داند تا «اطلاعات جمع‌آوری شده را به عملیات‌های تحریک‌آمیز، تهاجمی یا فیزیکی تبدیل کند»، که این عملیات‌ها شامل «انفجارها، خرابکاری‌ها و ترورهای هدفمند» نیز می‌شود.
مقر اصلی موساد در محلی نامعلوم در حومه شمالی تل‌آویو قرار دارد. این سازمان در برآوردهای اخیر دارای ۷٬۰۰۰ نفر کارمند دفتری و اداری می‌باشد. هویت مدیران ارشد بخش‌های داخلی موساد معمولاً جزو اسرار حکومتی تلقی می‌شود. اما هویت رؤسای موساد همواره اعلام می‌شود.
موساد یک سازمان کشوری است که دستورهای خود را از  نخست‌وزیر اسرائیل و کابینهٔ جنگی دریافت می‌نماید.

## تاریخچه

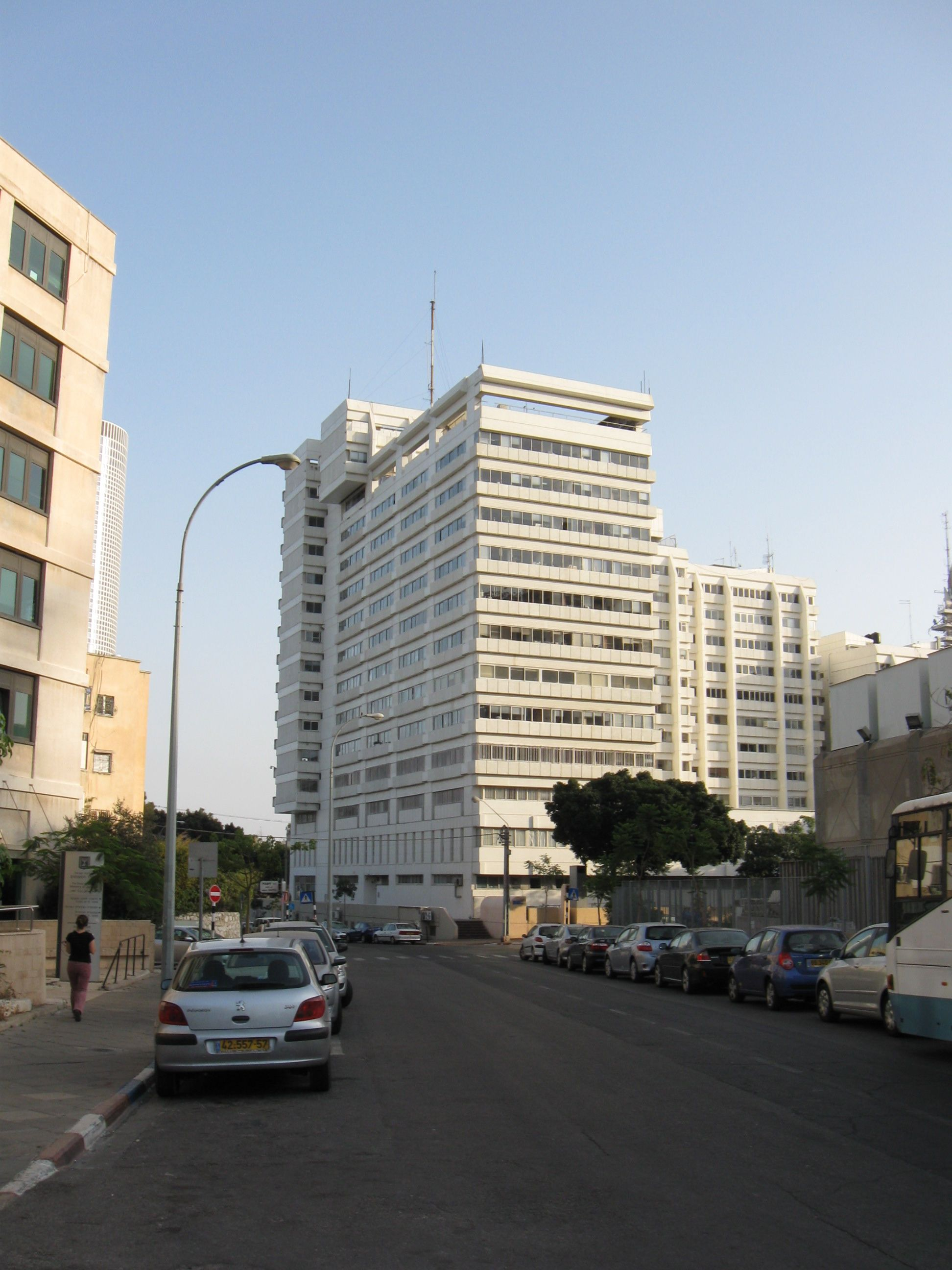
نمایی از مقر سابق موساد در ساختمان هدار-دافنا در خیابان شائول هملخ و نبش خیابان هنریتا سولد در تل‌آویو، اسرائیل.

بلافاصله پس از برپایی حکومت اسرائیل، داوید بن گوریون نخستین نخست‌وزیر اسرائیل، نظر خود را در رابطه با برپائی چهارچوب‌هایی کشوری برای نهادهای اطلاعاتی، که در زمان پیش از برپائی رژیم اسرائیل فعال بودند، ابراز داشت.
در ۷ ژوئن ۱۹۴۸ داوید بن گوریون، نخست‌وزیر اسرائیل، دو نفر را به ملاقات با خود فراخواند:
- رئوبن شیلواخ (که یکی از افراد بخش سیاسی آژانس یهود بود)
- ایسر بئری (ایسر بیرنتسوایگ، ملقب به «ایسر بزرگ») که عملاً مدیریت «شای» را بعهده داشت و اخیراً جایگزین «داوید شاالتی ال» شده بود)

نتیجه اولیه این ملاقات تعیین حیطه نهادهای اطلاعاتی رژیم نو پای اسرائیل بود. در نهایت به وسیله هاگانا یک سازمان سری ویژه تشکیل شد که دفتر اطلاعات موسوم به شای نام گرفت. در سال ۱۹۳۷ نیز هاگانا سازمان «موساد لیالیفی بیت» (به معنی دفتر مهاجرت) را تشکیل داد.
سازمان اطلاعات اسرائیل در سال ۱۹۵۱ وقتی که برای نخستین بار به صورت رسمی اعلام موجودیت کرد، این اسم را داشت و شبکهٔ جاسوسی آن نیز از آن زمان موساد نامیده می‌شوند.

### حکم تشکیل موساد
حکم داوید بن گوریون که در آن فرمان برپائی موساد را چنین صادر نموده‌است:
«محرمانه»
۲۲ کیسلو سال ۵۷۱۰
۱۳ دسامبر ۱۹۴۹
مخاطب: وزارت خارجه
از: نخست‌وزیری
طبق اوامر من، سازمانی به منظور تمرکز و هماهنگی فعالیت‌های سرویسهای اطلاعاتی رژیم (بخش اطلاعات ارتش، بخش سیاسی وزارت خارجه، سرویس اطلاعات کل و غیره)، برپا می‌گردد. وظیفه سازماندهی موساد را بر عهده رئوبن شیلوخ، مشاور امور ویژه در وزارت خارجه، گذاشته و وی را به ریاست این سازمان منصوب می‌نمایم. روبن شیلوخ تحت فرمان من بوده، طبق اوامر من فعالیت نموده و گزارش‌های کار خود را به صورت دائم به من ارائه خواهد داد، لاکن از نظر اداری، مقر اداره‌اش در چهارچوب وزارت خارجه، خواهد بود. به ر. شیلوخ و مدیریت وزارت خارجه دستور داده‌ام که بدین منظور برای سالهای ۱۹۵۱ – ۱۹۵۰ چهارچوبی برای استخدام و اشتغال افراد وبودجه‌ای در حدود ۲۰۰۰۰ لیره اسرائیلی پیشنهاد نمایند، تا مبلغ ۵۰۰۰ لیره اسرائیلی از آن بودجه صرفاً با تأیید قبلی من، صرف عملیات ویژه گردد.۱
از شما درخواست می‌شود که این بودجه را به بودجه وزارت خارجه برای سالهای ۱۹۵۱ – ۱۹۵۰، اضافه نمائید.
(امضا) د. بن گوریون

## وظایف موساد
دولت اسرائیل مأموریت گردآوری اطلاعات، تجزیه و تحلیل اطلاعات و انجام عملیات مخفیانه ویژه در خارج از اسرائیل را، به عهده موساد واگذار نموده‌است.
در طی سالیان گذشته، سازمان اطلاعات و وظایف ویژه - موساد حریم وظایف خود را گسترش داده‌است. وظایف محوری موساد در زمینه‌های مشروح ذیل اعلام شده‌است:
- گرد آوری مخفیانه اطلاعات در خارج از خاک کشور اسرائیل.
- خنثی سازی تلاش‌های کشورهای متخاصم برای تهیه و تولید تسلیحات غیر متعارف ویا دستیابی به آن.
- خنثی سازی عملیات تروریستی علیه اهداف اسرائیلی و یهودی درخارج از خاک اسرائیل.
- توسعه روابط مخفیانه ویژه، سیاسی و غیره، در خارج از خاک اسرائیل و حفظ این روابط.
- آوردن مهاجرین یهودی به کشور اسرائیل، از اماکنی که امکان مهاجرت یهودیان از آن جا به اسرائیل، توسط سازمان‌های مهاجرتی معمولی اسرائیل، وجود ندارد.
- به دست آوردن اطلاعات استراتژیکی، سیاسی و عملی.
- انجام عملیات ویژه در خارج از خاک اسرائیل.

## بخش‌های موساد
موساد دارای ۸ بخش اصلی‌است. جزئیات سازمان‌های داخلی، کارمندان، مراکز فعالیت و رؤسای آن‌ها همگی جزو اسرار محرمانه کشور اسرائیل است.
- بخش جمع‌آوری اطلاعات: بزرگ‌ترین بخش موساد است و مسئولیت عملیات جاسوسی را برعهده دارد.
- بخش همکاری و اقدام سیاسی (وادات): فعالیت‌های سیاسی و همکاری با سرویس‌های اطلاعات خارجی کشورهای دوست اسرائیل را انجام می‌دهد.

اعضای کمیته وادات عبارت‌اند از اشخاص زیر:
1. مدیر سازمان اطلاعات نظامی موسوم به آمان
2. مدیر سازمان اطلاعات داخلی شین بت
3. مدیر سازمان امنیت عمومی شاباک
4. مدیر مرکز مطالعات راهبردی و برنامه‌ریزی وزارت امور خارجه (این مرکز در زمینه جاسوسی سیاسی یا دیپلماتیک تخصص دارد)
5. مدیر بخش عملیات ویژه پلیس موسوم به ماتام
6. مشاوران خصوصی نخست‌وزیر در امور سیاسی، نظامی، امنیتی و مبارزه با تروریسم

- بخش عملیات ویژه (متساوا): ترورهای بسیار حساس کسانی که دشمنان کیان اسرائیل تلقی می‌شوند و اقدامات شبه نظامی دقیق و پروژه‌های ربودن «افراد خاص» بر عهدهٔ آن است.
- بخش تبلیغات و ضد تبلیغات: مسئول اجرای جنگ روانی، تبلیغات و عملیات فریب می‌باشد.
- بخش تحقیقات: مسئول تولید اطلاعات نظیر گزارش‌های روزانه، خلاصه وضعیت‌های هفتگی و گزارش‌های مشروح ماهانه.
- بخش تکنولوژی: مسئول توسعه فناوری‌های پیشرفته برای پشتیبانی فنی از عملیاتهای گسترده موساد است.
- کیدون (سرنیزه):یکی دیگر از بخش‌های حساس موساد واحد سرنیزه یا به زبان عبری کیدون می‌باشد تکاوران ویژه موساد در آن برای ترورهای حساس استفاده می‌شوند

## عملیات‌ها
به گفته برخی کارشناسان اطلاعاتی اسرائیلی، موساد در کشورهایی که بیش از حد برای فعالیت‌های عملیاتی کادرهایش خطرناک باشند، اغلب از پروکسی‌های محلی استفاده می‌کند.

### عملیات موساد در ایران در خرداد ۱۴۰۴
در خرداد ۱۴۰۴، اسرائیل یک کارزار اطلاعاتی و نظامی را در اعماق خاک ایران هماهنگ کرد و خرابکاری مخفیانه با پهپاد توسط موساد را با حملات هوایی گسترده نیروی هوایی اسرائیل (IAF) به زیرساخت‌های موشکی زمین به زمین (SSM) ایران ترکیب کرد. عملیات مخفیانه موساد، آغاز حملات اسرائیل به ایران در خرداد ۱۴۰۴ را ممکن ساخت. این اولین بار است که مقامات اسرائیلی به اداره یک پایگاه مخفی پهپاد در داخل ایران اذعان می‌کنند. مأموران موساد پهپادهای انفجاری را که برای از کار انداختن موشک‌اندازها و پدافند هوایی استفاده می‌شدند، قاچاق و مونتاژ کرده بودند. بمباران هوایی که پس از آن انجام شد، ده‌ها لانچر موشک‌های SSM، انبارهای تسلیحاتی و سایت‌های فرماندهی سپاه پاسداران انقلاب اسلامی را در مناطق مختلف هدف قرار داد. این عملیات‌ها در مجموع، تشدید قابل توجهی در درگیری طولانی‌مدت و پنهان بین اسرائیل و ایران را نشان دادند و مدل جدیدی از جنگ ترکیبی را ارائه دادند که جاسوسی، خرابکاری و قدرت هوایی قابل توجهی را در هم می‌آمیزد.

### عملیات‌های موفق
- شناسایی، ربودن و انتقال مخفیانه آدولف آیشمن در آرژانتین و انتقالش به اسرائیل.[۹]
- ربودن و انتقال مخفیانه مردخای وانونو در کشور ایتالیا توسط کماندوهای ویژه موساد در سال ۱۹۸۶ به دلیل افشای اطلاعات محرمانه کشور اسرائیل مبنی بر ساخت بمب اتم در نیروگاه اتمی دیمونا
- ربودن و انتقال آدولف آیشمن یکی از رهبران اس اس در سال ۱۹۶۲ از آرژانتین به اسراییل.[۱۰]
- دستگیری عبدالله اوجالان رهبر حزب کارگران کردستان در سال ۱۹۹۹ میلادی در عملیاتی مشترک به همراه سیای آمریکا و سازمان اطلاعات و امنیت ملی ترکیه (میت)[۱۱][۱۲]
- ترور شیخ احمد یاسین رهبر معنوی سازمان حماس در تاریخ ۲۲ مارس ۲۰۰۴. قابل ذکر است این قتل واکنش‌های جهانی را برانگیخت و در این راستا رأی‌گیری برای صدور قطعنامه‌ای در شورای امنیت نیز انجام گرفت که با ۱۱ رای موافق ۳ رای ممتنع و وتوی آمریکا از تصویب بازماند.[۱۳][۱۴]
- ترور عبدالعزیز رنتیسی رهبر جدید سازمان حماس به همراه دو تن از همراهانش، در حملهٔ دیگر در کمتر از یک ماه بعد از قتل شیخ احمد یاسین. در این حادثه عده‌ای نیز زخمی‌شدند.[۱۴][۱۵]
- بمب‌گذاری در خودروی عزالدین شیخ خلیل (عضو بلندپایه حماس) در ماه سپتامبر سال ۲۰۰۴، در شهر دمشق در کشور سوریه که منجر به قتل وی و زخمی‌شدن ۳ تن دیگر شد.[۱۶][۱۷]
- ترور محمود المبحوح از اعضای ارشد حماس در امارات
- ربایش اسناد برنامه هسته ای ایران (پروژه آماد) در سال ۲۰۱۸[۱۸][۱۹] و انتشار قسمتی از آن توسط اکانت توییتر نفتالی بنت[۲۰]
- ترور شخصیت‌های هسته‌ای ایران
- ترور محسن فخری‌زاده، رئیس سازمان پژوهش‌های نوین دفاعی ایران و رئیس پروژه آماد در آبسرد، دماوند.[۲۱]
- ترور حسن صیادخدایی معاون فرماندهٔ واحد ۸۴۰ نیروی قدس سپاه در تهران
- شناسایی محل اقامت محمدرضا زاهدی، از فرماندهان ارشد نیروی قدس سپاه در دمشق که به حمله هوایی به کنسولگری ایران در دمشق منجر شد.[۲۲]
- ترور اسماعیل هنیه در تهران[۲۳]
- انفجار پیجرها و بی‌سیم‌های حزب‌الله لبنان، که به کشته، زخمی و قطع عضو شدن نزدیک به ۳ هزار نفر از اعضای حزب‌الله لبنان منجر شد.[۲۴]

### اتهامات
- موساد متهم به ترور حسان اللقیس، از فرماندهان ارشد و کارشناس لجستیکی و ضداطلاعات حزب‌الله لبنان[۴] در تاریخ ۴ نوامبر ۲۰۱۳ میلادی (۱۳ آذر ۱۳۹۲) در پارکینگ خانه‌اش در جنوب بیروت است.[۲۵] روزنامه معتبر نیویورک تایمز در یک گزارش تحقیقی در تاریخ ۳ ژانویه ۲۰۱۴ مدعی شد که حسان اللقیس در «فهرست ۵ اولویت اصلی انجام ترور» سازمان موساد قرار داشت.[۴]
- موساد متهم به دخالت در بمب‌گذاری در یک خودرو در تاریخ ۱۳ دسامبر ۲۰۰۴ میلادی در دمشق می‌باشد که باعث مجروح شدن سه نفر شد. هدف از این بمب‌گذاری قتل یکی از اعضای سازمان حماس بود. مقامات اسرائیل این اتهام را رد می‌کنند.[۱۶]
- این سازمان در بهمن ۱۳۸۵ توسط برخی رسانه‌های آمریکایی و انگلیسی متهم به ترور اردشیر حسین‌پور، یکی از دانشمندان هسته‌ای ایران شد. روزنامه اسرائیلی هاآرتض، اردشیر حسین‌پور را یکی از دانشمندان بنام جهانی در زمینه الکترومغناطیس نامید. مقامات ایران گفتند که اسرائیل از اشراف اطلاعاتی قابل توجهی در ایران برخوردار نیست و ترور وی توسط موساد را تکذیب کردند و دولت اسرائیل در برابر این اتهامات سکوت کرد. حسین پور به گفته دولت ایران بر اثر گازگرفتگی در منزل جان سپرده بود.[۲۶][۲۷]

### رؤسای موساد
- رئوبن شیلواخ (۱۹۵۲–۱۹۴۹)
- ایسر هرئل (۱۹۶۲–۱۹۵۳)
- مثیر عمیت (۱۹۶۸–۱۹۶۳)
- تسوی زامی (۱۹۷۴–۱۹۶۸)
- ایتسخاک خوفی (۱۹۸۲–۱۹۷۴)
- ناخوم ادمونی (۱۹۸۹–۱۹۸۲)
- شبتای شاویت (۱۹۹۶–۱۹۸۹)
- دانی یاتوم (۱۹۹۸–۱۹۹۶)
- افراییم هالوی (۲۰۰۲–۱۹۹۸)
- مئیر داگان (۲۰۱۱–۲۰۰۲)
- تأمیر پاردو (۲۰۱۶–۲۰۱۱)
- یوسی کوهن (ژانویه ۲۰۱۶-۲۰۲۱)
- دیوید بارنیا (۲۰۲۱-)